# Michel Vermaerke
Michel André Cecile Vermaerke-Van de Putte (Gent, 1 februari 1961) is een Belgisch bestuurder. Van 2005 tot 2017 was hij gedelegeerd bestuurder van Febelfin.

## Levensloop
Michel Vermaerke behaalde meerdere diploma's in de economische, juridische en financiële wetenschappen. Hij behaalde onderscheidingen aan de Rijksuniversiteit Gent, de American University in Washington en de Columbia University in New York.
Hij startte zijn loopbaan in 1985 bij een internationaal advocatenbureau in Washington om een jaar later juridisch raadgever te worden bij de Generale Bank (1986-1990). Later werd hij secretaris-generaal van Cedel, later bekend als Clearstream (1990-1996) en secretaris-generaal en lid van het directiecomité van Belgacom (1996-2004). In 2005 werd hij CEO van Febelfin en van de Belgische Vereniging van Banken en Beursvennootschappen in opvolging van Guido Ravoet. In deze hoedanigheid werd hij in 2017 door Karel Van Eetvelt opgevolgd. Hij zetelde als CEO van Febelfin tevens in de overkoepelende werkgeversorganisaties zoals het VBO en Voka en bekleedde functies bij Ombudsin, de Europese Bankenfederatie en Febelfin Academy.
Vermaerke, zelf zoon van een tuinder, was ook korte tijd voorzitter van Koninklijke Maatschappij voor Landbouw en Plantkunde, de organisator van de Gentse Floraliën, die in  2016 met haar tentoonstelling terugkeerde naar de stad Gent onder een nieuwe vorm. Hij werd daar wanbeheer en belangenvermenging aangewreven en diende eind 2016 zijn ontslag in.
Hij bekleedt of bekleedde verschillende bestuursmandaten, onder meer bij het Ziekenhuis Netwerk Antwerpen (sinds 2003), de International Chamber of Commerce in Belgium (sinds 2008), de BESIX Foundation (2008-2013), VKW, het Ondernemersplatform (2011-2016), Brussels Metropolitan (2011-2017), de Private Art Support Foundation (sinds 2017), het Zorgbedrijf Antwerpen (sinds 2023) en Clova vzw (sinds 2023). Ook is of was hij lid van de Oost-Vlaamse steunraad van de Koning Boudewijnstichting (2013-2016), covoorzitter van BeCommerce vzw (sinds 2017), lid van de adviesraad van DUO for a JOB (sinds 2020) en voorzitter en lid van de adviesraad van De Bestuurder (sinds 2022). Van 2011 tot 2020 was hij voorzitter van het Festival van Vlaanderen Brussel (Klarafestival). Hij werd in deze hoedanigheid door Jan Raes opgevolgd. Sinds 2018 is hij ook zelfstandig consultant.